# Jörn Pfab

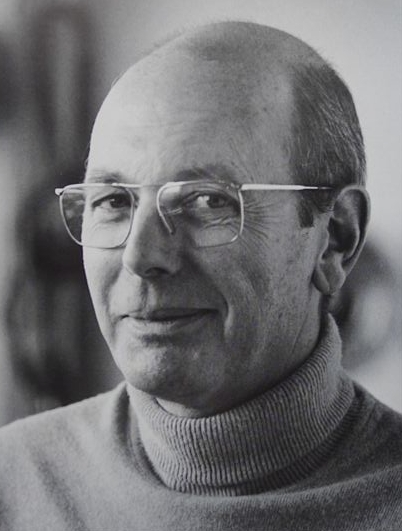
Jörn Pfab (1969)

Jörn Pfab (* 6. März 1925 in Hamburg; † 14. September 1986 ebenda) war ein norddeutscher Bildhauer, der für seine Arbeiten Bronze, Stein, nichtrostenden Stahl und Kunststoff verwendete.

## Jugend und Ausbildung
Jörn Pfab wurde in Hamburg geboren, wo er 1941 die Schulzeit mit der Oberrealschule beendete. Von 1941 bis 1944 absolvierte er eine Steinmetzlehre, die er mit der Gesellenprüfung abschloss. Von 1944 bis 1946 folgten Kriegsdienst und amerikanische Gefangenschaft, aus der er 1946 floh. Von 1946 bis 1952 studierte er Bildhauerei bei Edwin Scharff an der Landeskunstschule Hamburg. Dort richtete er zusammen mit seinem Studienfreund Fritz Fleer eine Bronzegießwerkstatt ein. Sein Frühwerk umfasst figürliche Statuetten und Porträts.

## Leben und Werk
1952 bezog Pfab in Hamburg ein eigenes Atelier. Sein Schaffen war zunächst von gegenständlichen Arbeiten geprägt. Durch das Hamburger Lichtwark-Stipendium gefördert, das er parallel zu dem Oskar Kokoschka verliehenen Lichtwark-Preis erhielt, reiste er 1952 nach Griechenland und nach dem frühen Tod seiner ersten Frau von 1959 bis 1961 nach Spanien und Marokko. Während der Reise entschloss er sich unter dem Eindruck des hellen südlichen Himmels, ein das Himmelslicht spiegelndes Material – nicht rostenden Stahl – zu verwenden. Als er 1961 nach Hamburg zurückgekehrt war, absolvierte er deshalb einen zweimonatigen Schweißerlehrgang und bezog ein neues Atelier in Wedel unweit von Ernst Barlachs Geburtshaus. Er wandte sich der Stahlskulptur zu, wobei seine Arbeiten zunächst noch von abstrahierten Pflanzenmotiven geprägt waren, aber zunehmend stereometrischer wurden. Von 1962 bis 1985 entstanden zahlreiche Großskulpturen aus Edelstahl, insbesondere für den öffentlichen Raum Hamburgs. Nach einem Herzinfarkt 1965 benutzte Pfab gelegentlich auch Kunststoff als Material.

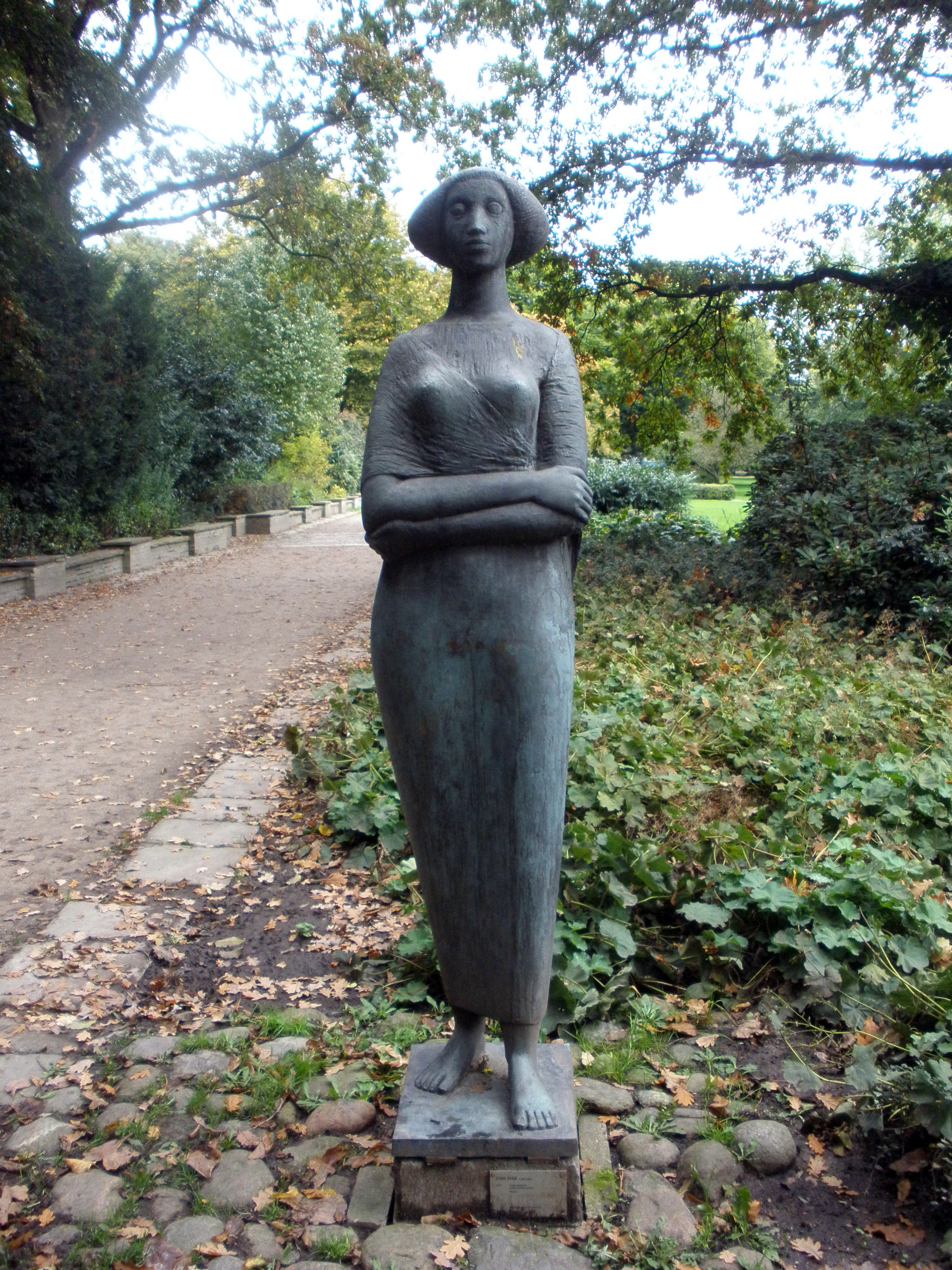
Große Stehende (1957/1958), Bronze. Alsterpark, Hamburg-Rotherbaum
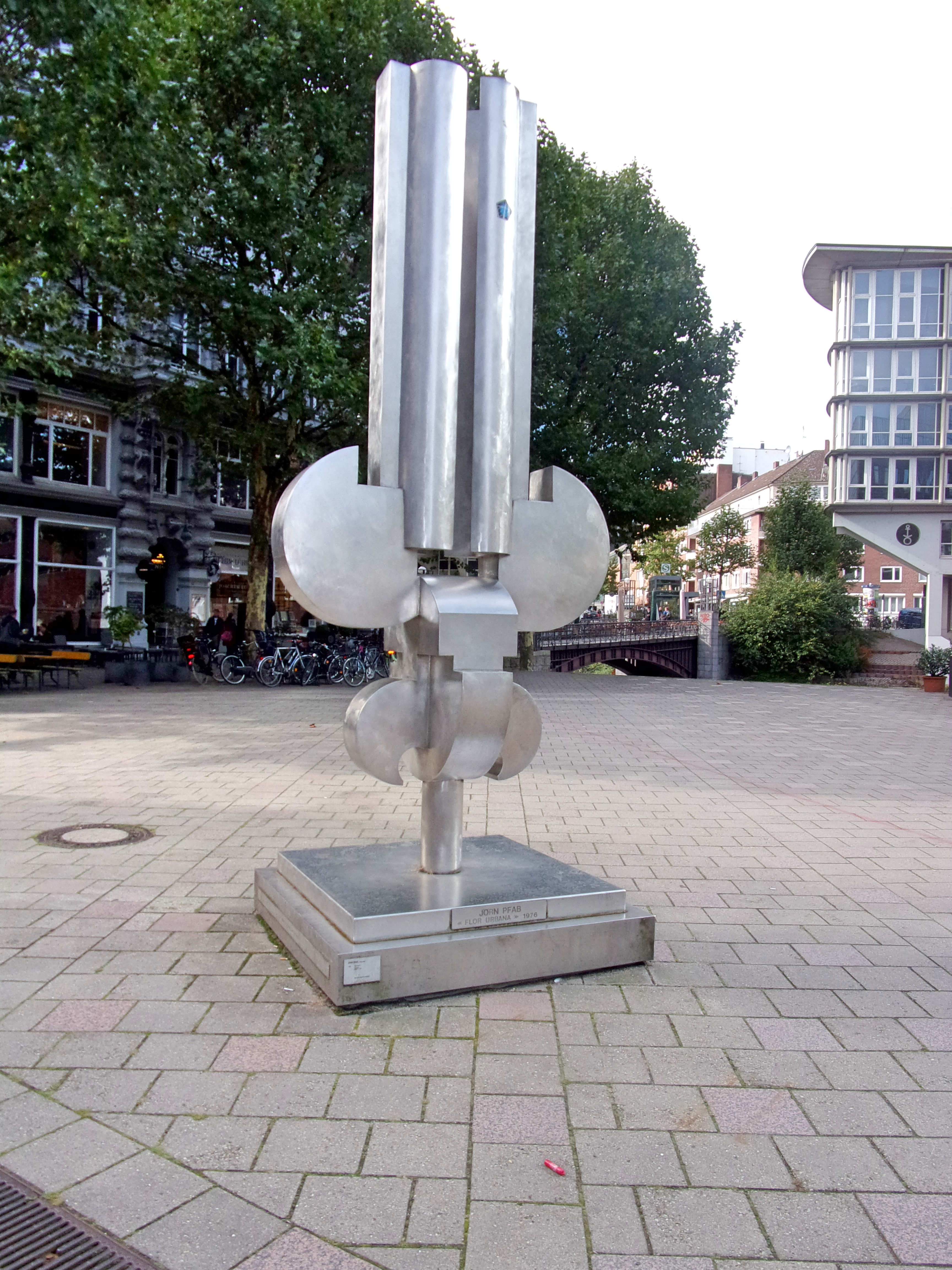
Flor Urbana (1976), Chrom-Nickel-Molybdän-Stahl, 4 m hoch. Fleetinsel, Hamburg
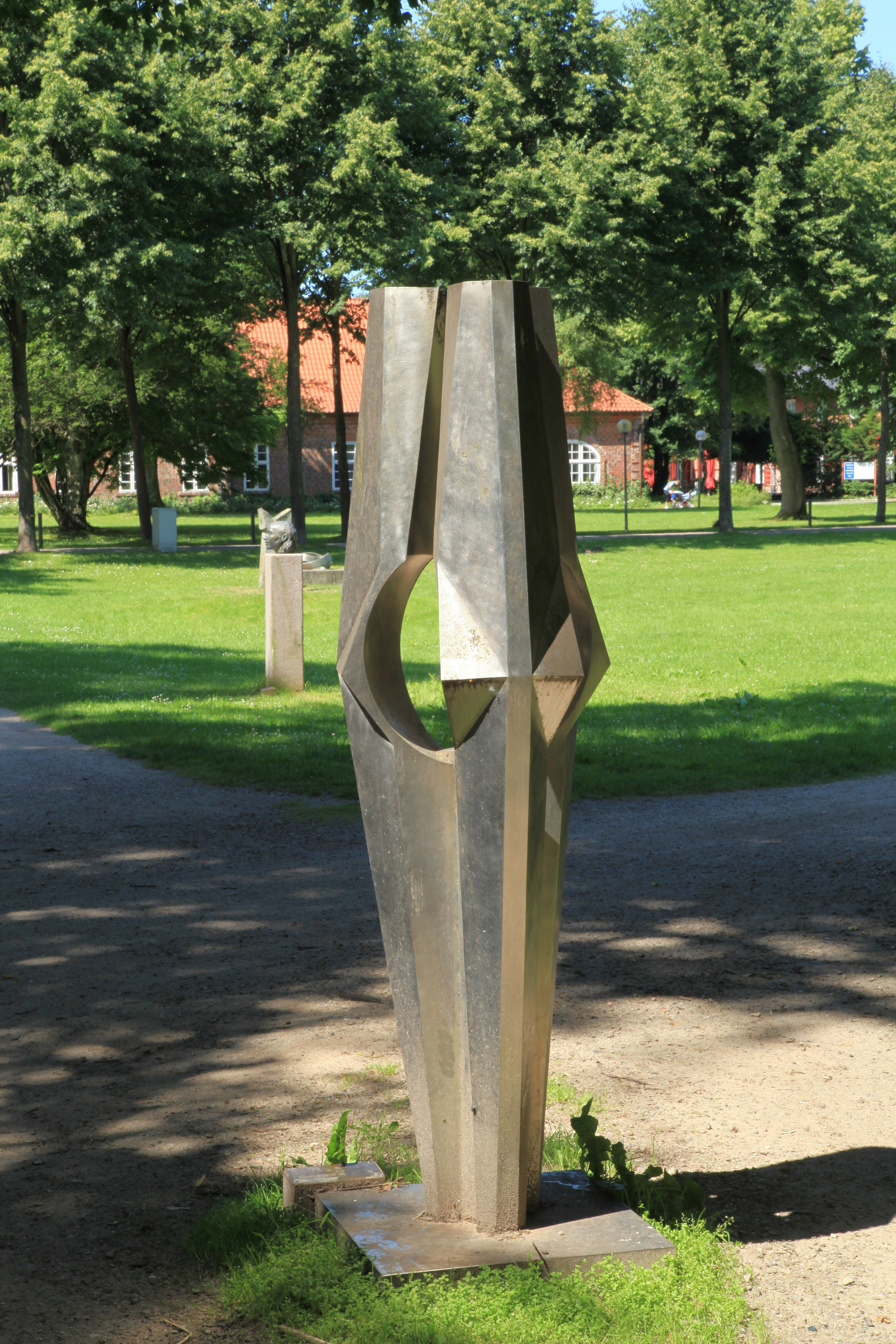
Kugelraum aufsteigend (1979), Nickel-Chrom-Molybdänstahl, geschweißt. Hans-Heinemann-Park, Rendsburg
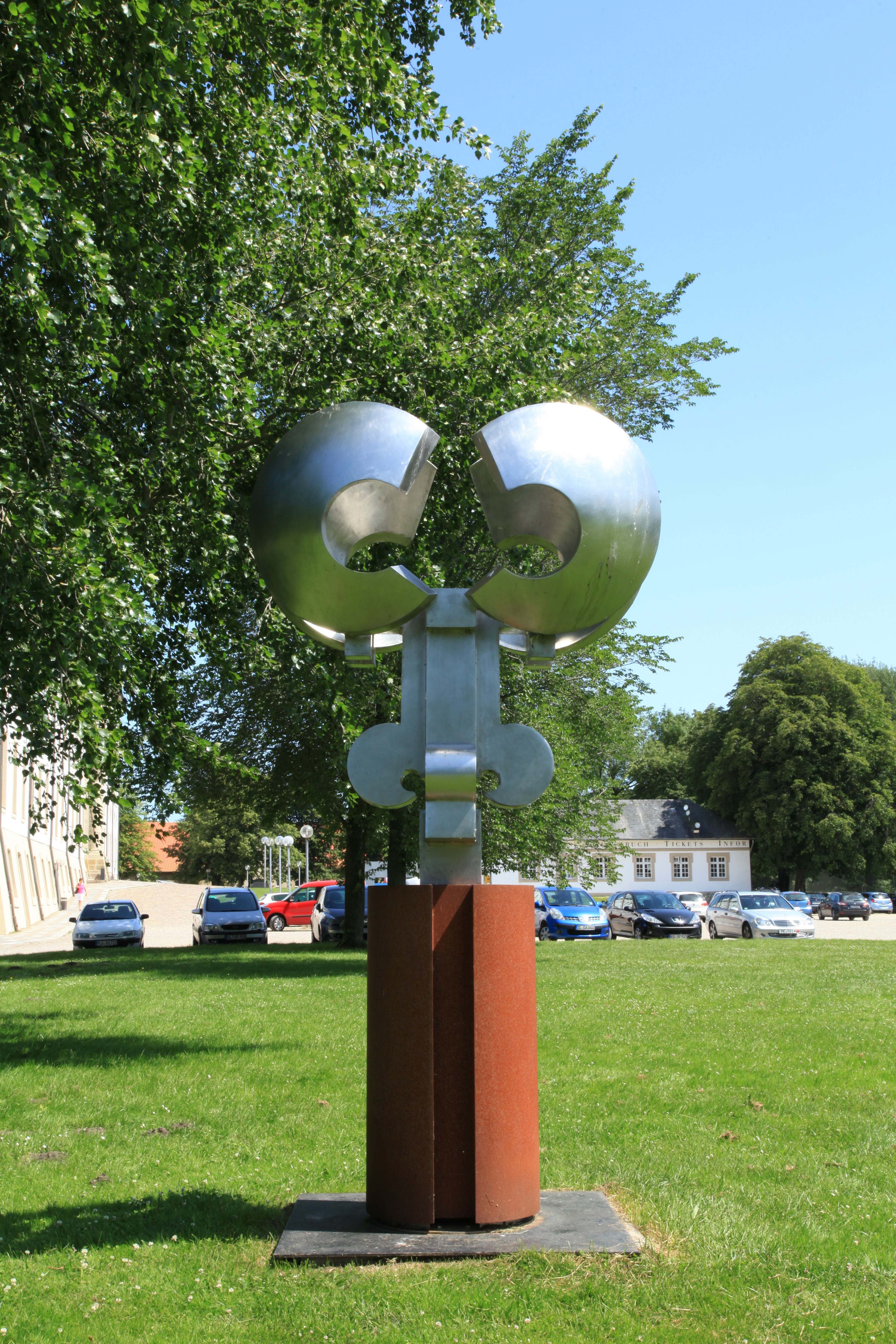
Quadrolog (1980/1981), Corten-Stahl, Chrom-Nickel-Molybdänstahl. Skulpturenpark Schloss Gottorf

Sein zeichnerisches Werk umfasst vor allem Blätter kleineren Formats. Eine Marokko-Reise im Jahr 1960 inspirierte ihn zu Zeichnungen und neuen bildnerischen Ideen. Sein druckgraphisches Werk der Jahre 1961–1978 enthält Radierungen, denen 1970–1973 die von ihm entwickelten Prägedrucke folgten. Pfab entwarf ferner einige Möbel und Gebrauchsobjekte. Ein von ihm entworfener Sessel wurde durch die Firma Garpa in unlimitierter Serie angefertigt.

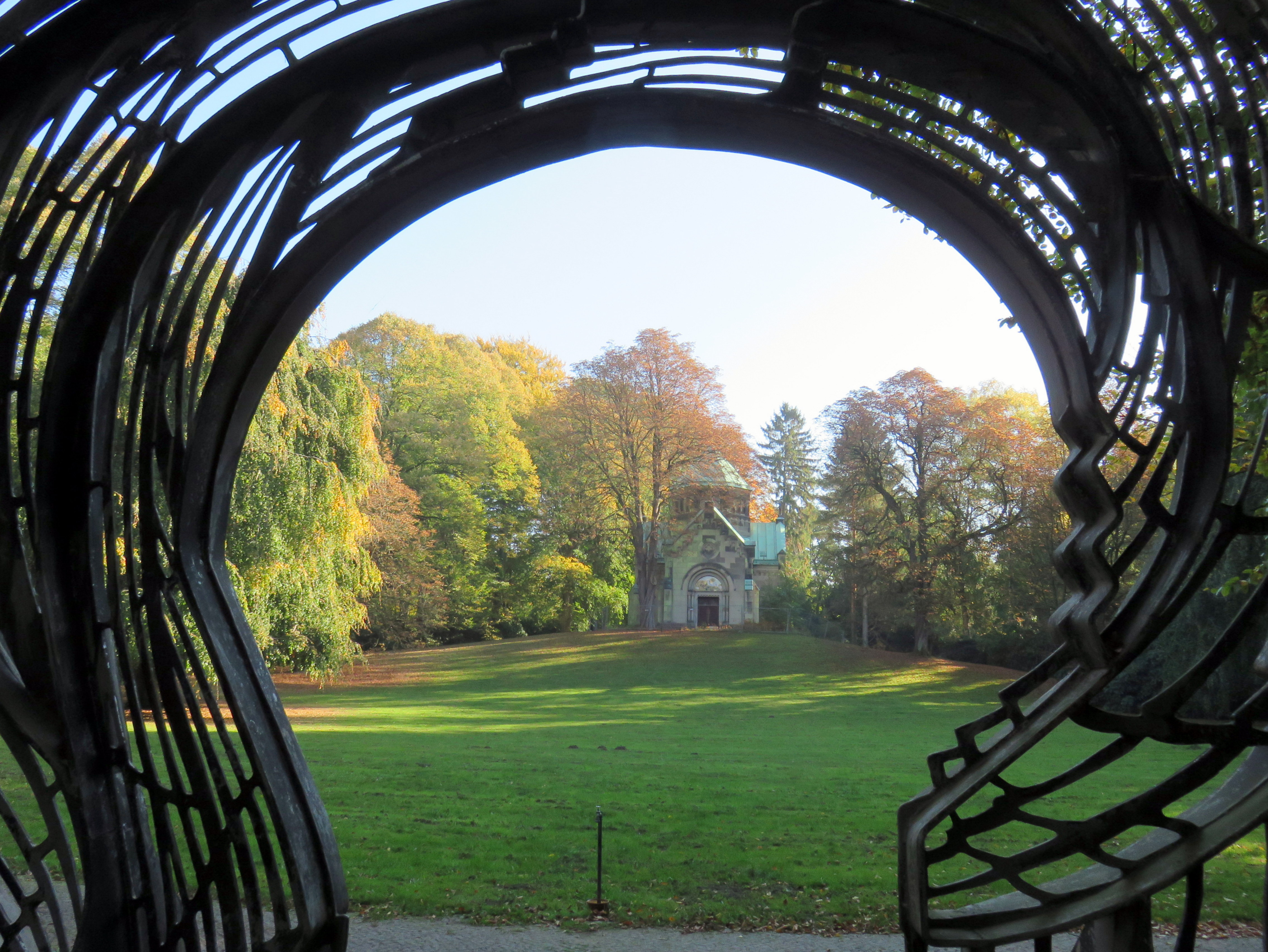
Anonymer Urnenhain beim Riedemann-Mausoleum,
mit dem von Klaus Bösselmann gestalteten Tor

1966 und 1984/85 führte er in Schweißtechnik einige Porträts und Statuetten aus.
Seit 1978 nahm er jährlich an Ausstellungen japanischer und deutscher Bildhauer in Tokio teil. 1982 reiste er nach Japan. Kurz vor seinem Tod gründete er die „Gesellschaft für Metallskulpturen-Unikate“.
Pfab starb 1986 und wurde auf dem Hamburger Friedhof Ohlsdorf im Planquadrat AD 10 auf dem Anonymen Urnenhain vor dem Riedemann-Mausoleum gegenüber von Kapelle 8 beigesetzt. Sein Erbe wurde von seiner zweiten Frau Fotini Pfab (1923–2011) verwaltet.

## Auszeichnungen
- 1952: Lichtwark-Stipendium, Hamburg
- 1954: ars viva[2]
- 1956: Stipendium des Kulturkreises des Bundes der deutschen Industrie
- 1971: Edwin-Scharff-Preis der Freien und Hansestadt Hamburg
- 1976: Staatspreis der Freien und Hansestadt Hamburg für ein Schachspiel

## Museen, in denen seine Arbeiten vertreten sind
- Halle, Stiftung Moritzburg, Kunstmuseum Sachsen-Anhalt
- Hamburger Kunsthalle
- Hamburg, Museum für Kunst und Gewerbe
- Neu-Ulm, Edwin Scharff Museum
- Schleswig, Stiftung Schleswig-Holsteinische Landesmuseen, Schloss Gottorf
- Tokyo/Kamakura Sammlung des Metallskulpturen-Verbandes.